# كبلر-47
كيبلر 47 (بالإنجليزية: Kepler-47)‏ الذي يرمز له بالرمز 2MASS J19411149+4655136، هو نجم ثنائي، في كوكبة الدجاجة (كوكبة).

## الاكتشاف
.